# William Bate Hardy
William Bate Hardy, FRS (6 de abril de 1864 – 23 de enero de 1934) fue un biólogo y científico alimentario británico. El premio William Bate Hardy recibe ese nombre en su honor.

## Vida
Nacido en Erdington, un suburbio de Birmingham, era hijo de William Hardy de Llangollen y su mujer Sarah Bate. Estudió en el Framlingham College, graduándose con una Maestría de Artes de la Universidad de Cambridge en 1888 y dedicándose a la investigación bioquímica. 
Fue el primero en sugerir la palabra hormona a E. H. Starling. También fue un pionero en el estudio de coloides en biología y junto con Edmund Beecher Wilson fue el primero en describir el citoplasma (al que llamó protoplasma) como tal. Hardy vinculó la formación de coloides biológicos con la separación de fases durante su estudio de las globulinas, afirmando que: "La globulina se dispersa en el solvente como partículas, siendo las partículas del coloide tan grandes que forman una fase interna", y posteriormente contribuyó la descripción física básica de la interfase entre aceite y agua.
Fue elegido socio de la Sociedad Real en junio de 1902 e impartió su lectura crooniana en 1905, que dedicó a la globulina, y su lectura bakeriana, que dedicó junto a Ida Bircumshaw a la teoría de la lubricación en 1925. También ganó su Medalla Real en 1926. Hardy impartió la conferencia Guthrie de la Sociedad Física en 1916.
En 1920 Hardy, en cooperación con Sir Walter Morley Fletcher, el secretario del Comité de Investigación Médica, persuadió a los albaceas de Sir William Dunn para utilizar el dinero para la investigación en bioquímica y patología. Con este fin financiaron el laboratorio del profesor Frederick Gowland Hopkins (1861–1947) en Cambridge con una suma de £210,000 en 1920. Dos años más tarde dotaron al profesor Georges Dreyer (1873–1934) de la universidad de Oxford con una suma de £100,000 para investigaciones en patología. El dinero permitió a ambos establecer una cátedra de investigacación con laboratorios modernos, el Instituto de Bioquímica Sir William Dunn en Cambridge y la Escuela de Patología Sir William Dunn en Oxford. Entre ambas han producido diez ganadores del premio Nobel, incluyendo a Hopkins por el descubrimiento de las vitaminas y los profesores Howard Florey y Ernst Chain (Oxford), por su trabajo en el desarrollo de la penicilina.
Hardy fue nombrado caballero en 1925. Murió en Cambridge en 1934.

## Familia
Se casó con Alice Mary Finch en Cambridge en 1898.